# Lourdes (film)
Lourdes – dramat filmowy zrealizowany w koprodukcji austriacko-francusko-niemieckiej z 2009 roku w reżyserii Jessiki Hausner. Premiera filmu odbyła się w ramach konkursu głównego na 66. MFF w Wenecji. Zdjęcia kręcono w Wiedniu i w Lourdes.

## Fabuła
Główną postacią filmu jest Christine - młoda kobieta na wózku inwalidzkim, chora na SM. Jeździ na wycieczki. Do pielgrzymki do Lourdes dołącza z powodów, według jej słów, czysto praktycznych, licząc, że tu przynajmniej będzie miała zapewnioną pomoc. Nie okazuje żadnych oznak religijności. Uczestniczy w kolejnych stacjach pielgrzymkowych: wejściu do bazyliki w międzynarodowym tłumie, mszy świętej, błogosławieństwie udzielonym pielgrzymom przez księdza przykładającego dłonie, oglądaniu filmowego świadectwa uzdrowionego człowieka, wejściu do groty, gdzie Bernadecie ukazała się Pani w biało-niebieskiej szacie i na koniec – w przejściu do sanktuarium, za zasłonę, gdzie uczestnikom zakłada się narzutki. Pewnej nocy Christine przyśniła się Matka Boska. Podczas spotkania z księdzem powiedziała szczerze, że zazdrości innym zdrowia, nikomu nie współczuje i że chciałaby prowadzić normalne życie.
Nie wiadomo, na ile uzdrowienie Christine jest trwałe: czy jest to znak przymierza dany od Boga, czy tylko chwilowa poprawa zdrowia? Miejscowi lekarze, podobnie jak księża, nie są skłonni do pochopnego uznawania cudów.
Film kończy się balem pielgrzymów. Tańczą ci, którzy niedawno stali w kolejce do groty: chorzy na ciele lub na duchu, czy po prostu ciekawscy.

## Nagrody
Film Lourdes otrzymał Nagrodę Grand Prix na 25. Warszawskim Międzynarodowym Festiwalu Filmowym. Nagrodę, ufundowaną przez Miasto Warszawa wręczyła osobiście Prezydent Warszawy Hanna Gronkiewicz-Waltz.
Przewodniczący jury Festiwalu, kompozytor i laureat Oscara Jan A.P. Kaczmarek uzasadniając werdykt powiedział dziennikarzom, iż film Jessiki Hausner wyróżnia się: „dojrzałością warsztatu i dojrzałością myśli, doskonałą kompozycją, wyjątkową harmonią i doskonałym warsztatem filmowym”.

## Obsada
- Sylvie Testud - Christine
- Léa Seydoux - Maria
- Bruno Todeschini - Kuno
- Elina Löwensohn - Cécile
- Gilette Barbier - pani Hartl
- Gerhard Liebmann - Pater Nigl
- Linde Prelog - pani Huber
- Orsolya Tóth - dziecko na wózku